# 疏花鹅观草
疏花鹅观草（学名：Roegneria laxiflora）为禾本科鹅观草属下的一个种。

## 扩展阅读
- 維基物種上的相關：疏花鹅观草